# Mohamed Benouza
Mohamed Benouza (26 de septiembre de 1972) es un árbitro de fútbol argelino que reside en la ciudad argelina de Orán. Es internacional con la FIFA desde 2001.  
Fue seleccionado para pitar en la Copa Mundial de Fútbol Sub-20 de 2007 que se celebró en Canadá, donde participó en los partidos entre las selecciones de Panamá y Corea del Norte el 30 de junio de 2007. Igualmente pitó el partido entre Nueva Zelanda y México el 8 de julio de 2007.
Benouza también fue seleccionado para la Copa Africana de Naciones 2008 en Ghana.
Fue preseleccionado para la Copa del Mundo de Fútbol de 2010. pero finalmente fue desestimado porque sus asistentes no superaron la prueba física.